# Franciszek Pieściuk
Franciszek Pieściuk (ur. 27 sierpnia 1889 w Wierzchpolu, zm. 12 grudnia 1960) – polski ksiądz katolicki, dziekan białostocki, poseł na Sejm Litwy Środkowej.  

## Życiorys
Ukończył Wyższe Seminarium Duchowne św. Józefa w Wilnie. 23 czerwca 1912 roku przyjął święcenia kapłańskie w kościele seminaryjnym św. Jerzego z rąk biskupa Gaspara Felicjana Cyrtowta. Pracował jako wikariusz w wileńskiej parafii ostrobramskiej, a następnie w parafii Wszystkich Świętych. W 1918 roku został proboszczem parafii Wawiórka, którą kierował przez następne 12 lat.
W 1922 roku został wybrany posłem na Sejm Litwy Środkowej z listy Polskiego Centralnego Komitetu Wyborczego w okręgu XI (Wasiliszki). Zasiadał w klubie Zespołu Stronnictw i Ugrupowań Narodowych, który opowiadał się za bezwarunkową inkorporacją Wileńszczyzny do Polski.
W 1930 roku został mianowany proboszczem parafii Choroszcz, w której pełnił posługę przez 30 lat. W 1941 roku został aresztowany przez Sowietów, a w 1943 roku przez Niemców. Po wojnie został odwołany przez władze Polski Ludowej z powodów politycznych i w 1952 roku wyjechał do Olsztyna. W 1957 roku powrócił na funkcję proboszcza parafii Choroszcz. Był dziekanem białostockim i kanonikiem honorowym Kapituły Wileńskiej Bazylki Metropolitarnej.
Zmarł 12 grudnia 1960 roku. Został pochowany na cmentarzu parafialnym w Choroszczy.

## Upamiętnienie[1]
- Ulica księdza Franciszka Pieściuka w Choroszczy
- Tablica pamiątkowa w kruchcie kościoła parafialnego w Choroszczy